# Acacia multiglandulosa
Acacia multiglandulosa é uma espécie de leguminosa do gênero Acacia, pertencente à família Fabaceae.